# Dalbergia scortechinii
Dalbergia scortechinii là một loài thực vật có hoa trong họ Đậu. Loài này được (Prain) Prain miêu tả khoa học đầu tiên.